# Пакентай Арапов
Пакентай Арапов (каз. Пјкентай Арапов, до 1999 г. — Енбекши) — село в Туркестанской области Казахстана. Находится в подчинении городской администрации Арыса. Входит в состав Акдалинского сельского округа. Код КАТО — 611633300.

## Население
По данным 1999 года в селе проживало 315 человек. По данным переписи 2009 года, в селе проживали 232 человека.